# Лалмонірхат (зіла)
Лалмонірхат (бенг. লালমনিরহাট জেলা, Lalmonirhat Jela також Lalmonirhat Zila) — район, розташований на північному кордоні Бангладеш. Це частина підрозділу Rangpur. Лалмонірхат Махакума була створена як округ 1 лютого 1984 року. Він розташований на північ від Кочбіхара та Джалпайгурі в Західній Бенгалії, на південь від Ранпура, на схід від Куріграма та Кочбіхара та на захід від Рангпура та Нілфамарі. Міжнародний кордон району Лалмонірхат становить 281,6 км завдовжки.

## Історія
Лалмонірхат виник як район із махакуми після інавгурації тодішнього міністра з питань статі та соціального забезпечення уряду Бангладеш доктора Шафії Хатун 1 лютого 1984 року. Після цього 18 березня 1984 року Lalmonirhat sadar thana була створена як упазіла. У результаті кількість упазіл в районі Лалмонірхат стає 5, це Патграм, Хатібандха, Калігандж, Адітмарі та Лалмонірхат Садар. У той час об’єднання Синай, Раджархат і Гаріалданга було додано до округу Куріграм, а кількість об’єднань району та муніципалітетів Лалмонірхат стало 41 і 1 відповідно. Поряд із районом Лалмонірхат Садар стає 104 квадратних миль. Після 1985 року анклави Дахаграм і Ангарпота стали єдиним союзом Patgram upazila, а потім загальна кількість союзів стає 42.

## Підрайони
У Лалмонірхаті є 5 упазіл, 5 тана, 45 спілок, 354 музи та 478 сіл. Упазили:
- Лалмонірхат Садар має площу 259,54 км2. Він розташований на північ від Кочбіхара Індії та Адітмарі упазіла округу Куріграм, на південь від Каунія упазіла округу Рангпур і Раджархат упазіла округу Куріграм, на схід від Пхулбаї та Раджархат упазіла округу Куріграм, на захід від Адітмарі упазіла округу Лалмонірхат і Гангачара упазіла Рангпура район.
- Адітмарі має площу 190,03 км2. Він розташований на північ від району Кочбіхар в Індії, на південь від упазіли Гангачар округу Рангпур, на схід від упазіли Лалмонірхат Садар, на захід від упазіли Калігандж.
- Калігандж має площу 236,96 км2. Він розташований на північ від округу Кочбіхар в Індії та Хатібандха упазіла Лалмонірхат, на південь від Гангачара упазіла Рангпур і Кішоргандж упазіла округу Нілфамарі, на схід від Адітмарі упазіла, на захід від Джалдака упазіла округу Нілфамарі.
- Хатібандха має площу 288,42 км2. Він розташований на північ від району Кочбіхар в Індії та Патграм упазіла Лалмонірхат, на південь від Калігандж упазіла, на схід від району Кочбіхар Індії, на захід від Дімла і Джалдака упазіла Нілфамарі.
- Патграм має площу 261,51. Він розташований на північ, схід і захід від району Кочбіхар в Індії та Хатібандха-упазіла.

## Географія
Лалмонірхат знаходиться на півночі Бангладеш. В районі Лалмонірхат є шість річок. Тіста є однією з головних річок цього району. Загальна довжина річки Тіста становить 315 м км, 115 км, з яких у Бангладеш. Загальна площа орних земель — 98875 га.